# Xã Slater, Quận Cass, Minnesota
Xã Slater (tiếng Anh: Slater Township) là một xã thuộc quận Cass, tiểu bang Minnesota, Hoa Kỳ. Năm 2010, dân số của xã này là 215 người.